# Kei Satō
Keinosuke Satō (佐藤 慶之助?, Satō Keinosuke; Aizuwakamatsu, 21 dicembre 1928 – Setagaya, 2 maggio 2010) è stato un attore giapponese.

## Biografia
Attore feticcio del regista Nagisa Ōshima, la sua performance ne La cerimonia (1971) gli valse il premio come miglior attore, istituito dalla rivista Kinema Jumpo.

## Filmografia parziale

### Cinema
- La condizione umana (capitolo Il cammino verso l'eternità), regia di Masaki Kobayashi (1959)
- Racconto crudele della giovinezza, regia di Nagisa Ōshima (1960)
- Il cimitero del sole, regia di Nagisa Oshima (1960)
- Notte e nebbia del Giappone, regia di Nagisa Oshima (1960)
- Otoshiana, regia di Hiroshi Teshigahara (1962)
- Harakiri, regia di Masaki Kobayashi (1962)
- Sparate al drago verde, regia di Kinji Fukasaku (1963)
- Onibaba - Le assassine (Onibaba), regia di Kaneto Shindō (1964)
- Kwaidan, regia di Masaki Kobayashi (1964)
- Il godimento, regia di Nagisa Oshima (1965)
- Il demone in pieno giorno, regia di Nagisa Oshima (1966)
- The Sword of Doom, regia di Kihachi Okamoto (1966)
- Cronache delle imprese dei ninja, regia di Nagisa Oshima (1967)
- Suicidio forzato a due, regia di Nagisa Oshima (1967)
- L'impiccagione, regia di Nagisa Oshima (1968)
- Il ritorno degli ubriachi, regia di Nagisa Oshima (1968)
- Kuroneko, regia di Kaneto Shindô (1968)
- L'uomo dal dito d'acciaio, regia di Shirô Moritani (1969)
- La cerimonia (Gishiki), regia di Nagisa Oshima (1971)
- Sorellina d'estate, regia di Nagisa Oshima (1972)
- Matzu: quello sporco onesto sbirro, regia di Yasuzō Masumura (1973)
- Erotic Liaisons, regia di Kōji Wakamatsu (1992)
- The Perfect Education, regia di Ben Wada (1999)
- Tabù - Gohatto, regia di Nagisa Oshima (1999)
- Azumi, regia di Ryūhei Kitamura (2003)

### Televisione
- Hiroshima, regia di Koreyoshi Kurahara e Roger Spottiswoode – film TV (1995)
- Samurai (子連れ狼?, Kozure ōkami)